# Itzys diskografi
Den sydkoreanska tjejgruppen Itzy har gett ut två studioalbum, ett samlingsalbum, nio EP-skivor och ett singelalbum. Den 12 februari 2019 gav gruppen ut sitt debutsingelalbum, It'z Different, ledd av singeln "Dalla Dalla", som uppnådde andra plats på Circle Digital Chart och var den bäst presterande tjejgrupp-låten år 2019 i Sydkorea. De blev en av de största Billboard-debutanterna på flera år när "Dalla Dalla" uppnådde andra plats på World Digital Song Sales. I november 2019 överskred låten 100 miljoner streams och gav Itzy deras första platinacertifikat från Korea Music Content Association (KMCA)—det var den första debutlåten av en k-pop-grupp att sälja platina sedan införandet av certifikat i april 2018. Itzys första EP-skiva, It'z Icy, gavs ut den 29 juli och nådde som bäst tredje plats på Circle Album Chart i Sydkorea, medan dess huvudsingel "Icy" uppnådde plats 10 på Circle Digital Chart.
Itzy gav ut sin andra EP It'z Me den 9 mars 2020, vilken blev deras första albumetta. Huvudsingeln "Wannabe" var deras tredje topp 10-singel på Circle Digital Chart och har uppnått guldcertifiering i Japan och USA.

## Album

### Koreanska studioalbum
| Titel         | Albuminformation                                                                                                 | Högsta listplaceringar | Högsta listplaceringar | Högsta listplaceringar | Högsta listplaceringar | Högsta listplaceringar | Högsta listplaceringar | Högsta listplaceringar | Högsta listplaceringar | Sålda exemplar               | Certifikat         |
| Titel         | Albuminformation                                                                                                 | KOR                    | FIN                    | JPN                    | JPN Comb               | JPN Hot                | UK Down.               | USA                    | USA World              | Sålda exemplar               | Certifikat         |
| ------------- | --- | ---------------------- | ---------------------- | ---------------------- | ---------------------- | ---------------------- | ---------------------- | ---------------------- | ---------------------- | ---------------------------- | ------------------ |
| Crazy in Love | - Släppt: 24 september 2021 - Skivbolag: JYP Entertainment, Dreamus - Format: CD, digital nedladdning, streaming | 1                      | 21                     | 8                      | 8                      | 34                     | 39                     | 11                     | 1                      | - KOR: 623 059 - USA: 22 000 | - KMCA: 2× Platina |

### Japanska studioalbum
| Titel | Albuminformation                                                                                               | Högsta listplaceringar | Högsta listplaceringar | Högsta listplaceringar | Sålda exemplar |
| Titel | Albuminformation                                                                                               | JPN                    | JPN Comb               | JPN Hot                | Sålda exemplar |
| ----- | --- | ---------------------- | ---------------------- | ---------------------- | -------------- |
| Ringo | - Släppt: 18 oktober 2023 - Skivbolag: Warner Music Japan - Format: CD, CD+DVD, digital nedladdning, streaming | 7                      | 7                      | 5                      | - JPN: 26 029  |

### Samlingsalbum
| Titel     | Albuminformation | Högsta listplaceringar | Sålda exemplar                |
| Titel     | Albuminformation | JPN                    | Sålda exemplar                |
| --------- | --- | ---------------------- | ----------------------------- |
| It'z Itzy | - Släppt: 22 december 2021 (JPN) - Skivbolag: Warner Music Japan - Format: CD, CD+DVD, digital nedladdning, streaming Låtlista 1. "Dalla Dalla" (Japanese version) 2. "Icy" (Japanese version) 3. "Wannabe" (Japanese version) 4. "Not Shy" (Japanese version) 5. "In the Morning" (Japanese version) 6. "Loco" (Japanese version) 7. "Dalla Dalla" 8. "Icy" 9. "Wannabe" 10. "Not Shy" 11. "In the Morning" 12. "Loco" | 4                      | - JPN: 30 740 (Fysisk utgåva) |

### Samlings-EP
| Titel       | Albuminformation | Högsta listplaceringar | Sålda exemplar              |
| Titel       | Albuminformation | JPN                    | Sålda exemplar              |
| ----------- | --- | ---------------------- | --------------------------- |
| What'z Itzy | - Släppt: 1 september 2021 (JPN) - Skivbolag: Warner Music Japan - Format: Digital nedladdning, streaming Låtlista 1. "Dalla Dalla" 2. "Icy" 3. "Wannabe" 4. "Not Shy" 5. "In the Morning" | —                      | - JPN: 760 (Digital utgåva) |

## EP-skivor
| Titel                                                                                  | Albuminformation | Högsta listplaceringar | Högsta listplaceringar | Högsta listplaceringar | Högsta listplaceringar | Högsta listplaceringar | Högsta listplaceringar | Högsta listplaceringar | Högsta listplaceringar | Sålda exemplar                                                                       | Certifikat      |
| Titel                                                                                  | Albuminformation | KOR                    | FIN                    | JPN                    | JPN Hot                | POL                    | USA                    | USA Heat.              | USA World              | Sålda exemplar                                                                       | Certifikat      |
| -------------------------------------------------------------------------------------- | --- | ---------------------- | ---------------------- | ---------------------- | ---------------------- | ---------------------- | ---------------------- | ---------------------- | ---------------------- | ------------------------------------------------------------------------------------ | --------------- |
| It'z Icy                                                                               | - Släppt: 29 juli 2019 - Skivbolag: JYP Entertainment, Dreamus - Format: CD, digital nedladdning, streaming                       | 3                      | —                      | 12                     | 32                     | —                      | —                      | 19                     | 11                     | - KOR: 200 510 - JPN: 15 113 (Fysisk utgåva) - JPN: 629 (Digital utgåva) - USA: 1000 |                 |
| It'z Me                                                                                | - Släppt: 9 mars 2020 - Skivbolag: JYP Entertainment, Dreamus - Format: CD, digital nedladdning, streaming                        | 1                      | —                      | 13                     | 37                     | 27                     | —                      | —                      | 5                      | - KOR: 198 251 - JPN: 10 386 (Fysisk utgåva) - JPN: 496 (Digital utgåva) - USA: 1000 |                 |
| Not Shy                                                                                | - Släppt: 17 augusti 2020 - Skivbolag: JYP Entertainment, Dreamus - Format: CD, digital nedladdning, streaming                    | 1                      | —                      | 8                      | 73                     | 23                     | —                      | —                      | 8                      | - KOR: 269 222 - JPN: 13 205 (Fysisk utgåva) - JPN: 996 (Digital utgåva)             | - KMCA: Platina |
| Guess Who                                                                              | - Släppt: 30 april 2021 - Skivbolag: JYP Entertainment, Dreamus - Format: CD, digital nedladdning, streaming                      | 2                      | —                      | 6                      | 16                     | —                      | 148                    | 1                      | 2                      | - KOR: 365 353 - JPN: 1907 (Fysisk utgåva) - USA: 3300                               | - KMCA: Platina |
| Checkmate                                                                              | - Släppt: 15 juli 2022 - Skivbolag: JYP Entertainment, Dreamus, Republic - Format: CD, digital nedladdning, streaming             | 1                      | 7                      | 10                     | 47                     | 9                      | 8                      | —                      | 1                      | - KOR: 1 032 930 - JPN: 7237 (Fysisk utgåva) - USA: 31 000                           | - KMCA: Miljon  |
| Cheshire                                                                               | - Släppt: 30 november 2022 - Skivbolag: JYP Entertainment, Dreamus, Republic - Format: CD, digital nedladdning, streaming         | 1                      | —                      | 10                     | 39                     | —                      | 25                     | —                      | 2                      | - KOR: 1 056 316 - JPN: 5301 (Fysisk utgåva)                                         | - KMCA: Miljon  |
| Kill My Doubt                                                                          | - Släppt: 31 juli 2023 - Skivbolag: JYP Entertainment, Dreamus, Republic - Format: CD, digital nedladdning, streaming, kassett    | 1                      | —                      | 22                     | 29                     | —                      | 23                     | —                      | 2                      | - KOR: 1 301 917 - JPN: 4842 - USA: 23 000                                           |                 |
| Born to Be                                                                             | - Släppt: 8 januari 2024 - Skivbolag: JYP Entertainment, Dreamus, Republic - Format: CD, digital nedladdning, streaming, kassett  | 1                      | —                      | 22                     | 30                     | —                      | 62                     | —                      | 2                      |                                                                                      |                 |
| Gold                                                                                   | - Släppt: 15 oktober 2024 - Skivbolag: JYP Entertainment, Dreamus, Republic - Format: CD, digital nedladdning, streaming, kassett | 3                      | —                      | 12                     | 38                     | —                      | 60                     | —                      | 3                      |                                                                                      |                 |
| "—" betecknar ett album som inte utgavs i det landet eller som inte gick in på listan. | |                        |                        |                        |                        |                        |                        |                        |                        |                                                                                      |                 |

## Singelalbum
| Titel          | Albuminformation                                                                                                  |
| -------------- | --- |
| It'z Different | - Släppt: 12 februari 2019 (KOR) - Skivbolag: JYP Entertainment, Dreamus - Format: Digital nedladdning, streaming |

## Singlar
| Titel | År        | Högsta listplaceringar  | Högsta listplaceringar  | Högsta listplaceringar  | Högsta listplaceringar  | Högsta listplaceringar  | Högsta listplaceringar  | Högsta listplaceringar  | Högsta listplaceringar  | Sålda exemplar                | Certifikat                                             | Album          |
| Titel | År        | KOR Circle              | KOR Songs               | CAN                     | JPN                     | JPN Hot                 | NZ Hot                  | USA World               | WW                      | Sålda exemplar                | Certifikat                                             | Album          |
| Koreanska | Koreanska | Koreanska               | Koreanska               | Koreanska               | Koreanska               | Koreanska               | Koreanska               | Koreanska               | Koreanska               | Koreanska                     | Koreanska                                              | Koreanska      |
| --- | --------- | ----------------------- | ----------------------- | ----------------------- | ----------------------- | ----------------------- | ----------------------- | ----------------------- | ----------------------- | ----------------------------- | ------------------------------------------------------ | -------------- |
| "Dalla Dalla" (달라달라) | 2019      | 2                       | 2                       | —                       | —                       | 31                      | 20                      | 2                       | —                       | - USA: 2000                   | - KMCA: Platina (Streaming) - RIAJ: Silver (Streaming) | It'z Different |
| "Icy" | 2019      | 10                      | 1                       | —                       | —                       | 34                      | —                       | 7                       | —                       |                               | - RIAJ: Silver (Streaming)                             | It'z Icy       |
| "Wannabe" | 2020      | 6                       | 2                       | 92                      | —                       | 23                      | 22                      | 4                       | —                       | - USA: 1000                   | - RIAJ: Guld (Streaming)                               | It'z Me        |
| "Not Shy" | 2020      | 9                       | 4                       | —                       | —                       | 18                      | 16                      | 8                       | 124                     |                               | - RIAJ: Guld (Streaming)                               | Not Shy        |
| "In the Morning" (마.피.아. In the morning) | 2021      | 10                      | 7                       | 97                      | —                       | 36                      | 12                      | 3                       | 34                      |                               |                                                        | Guess Who      |
| "Loco" | 2021      | 26                      | 23                      | —                       | —                       | 46                      | 13                      | 4                       | 44                      |                               |                                                        | Crazy in Love  |
| "Sneakers" | 2022      | 5                       | 1                       | —                       | —                       | 62                      | 36                      | —                       | 71                      |                               |                                                        | Checkmate      |
| "Cheshire" | 2022      | 89                      | 23                      | —                       | —                       | —                       | —                       | —                       | —                       |                               |                                                        | Cheshire       |
| "Cake" | 2023      | 56                      | —                       | —                       | —                       | —                       | —                       | —                       | —                       |                               |                                                        | Kill My Doubt  |
| "Untouchable" | 2024      | Kommer att tillkännages | Kommer att tillkännages | Kommer att tillkännages | Kommer att tillkännages | Kommer att tillkännages | Kommer att tillkännages | Kommer att tillkännages | Kommer att tillkännages | Kommer att tillkännages       | Kommer att tillkännages                                | Born to Be     |
| Japanska |           |                         |                         |                         |                         |                         |                         |                         |                         |                               |                                                        |                |
| "Voltage" | 2022      | —                       | —                       | —                       | 3                       | 16                      | —                       | —                       | —                       | - JPN: 37 943 (Fysisk utgåva) |                                                        | Ringo          |
| "Blah Blah Blah" | 2022      | —                       | —                       | —                       | 3                       | 11                      | —                       | —                       | —                       | - JPN: 33 272 (Fysisk utgåva) |                                                        | Ringo          |
| "Ringo" | 2023      | —                       | —                       | —                       | —                       | —                       | —                       | —                       | —                       |                               |                                                        | Ringo          |
| Engelska |           |                         |                         |                         |                         |                         |                         |                         |                         |                               |                                                        |                |
| "Boys Like You" | 2022      | —                       | —                       | —                       | —                       | —                       | —                       | —                       | —                       |                               |                                                        | Cheshire       |
| "—" betecknar en singel som inte utgavs i det landet eller som inte gick in på listan. "*" betecknar en topplista som inte existerade vid tillfället. |           |                         |                         |                         |                         |                         |                         |                         |                         |                               |                                                        |                |

### Promosinglar
| Titel                                                                                  | År   | Högsta listplaceringar | Högsta listplaceringar | Album                                    |
| Titel                                                                                  | År   | KOR                    | USA World              | Album                                    |
| -------------------------------------------------------------------------------------- | ---- | ---------------------- | ---------------------- | ---------------------------------------- |
| "Trust Me (Midzy)" (믿지)                                                              | 2021 | —                      | 11                     | Inget album                              |
| "Break Ice" (얼음깨) (med Second Aunt KimDaVi)                                         | 2021 | —                      | —                      | Inget album                              |
| "Weapon"                                                                               | 2022 | —                      | —                      | Street Dance Girls Fighter (SGF) Special |
| "Sugar-holic"                                                                          | 2023 | —                      | —                      | Ringo                                    |
| "—" betecknar en singel som inte utgavs i det landet eller som inte gick in på listan. |      |                        |                        |                                          |